# Ібру
Ібру (рум. Ibru) — село у повіті Алба в Румунії. Входить до складу комуни Бландіана.
Село розташоване на відстані 277 км на північний захід від Бухареста, 17 км на захід від Алба-Юлії, 86 км на південь від Клуж-Напоки.

## Населення
За даними перепису населення 2002 року у селі проживали 3 особи.